# Relaciones Azerbaiyán-Kazajistán
Las relaciones Azerbaiyán-Kazajistán son las relaciones diplomáticas y bilaterales entre estos dos países.

## Relaciones históricas

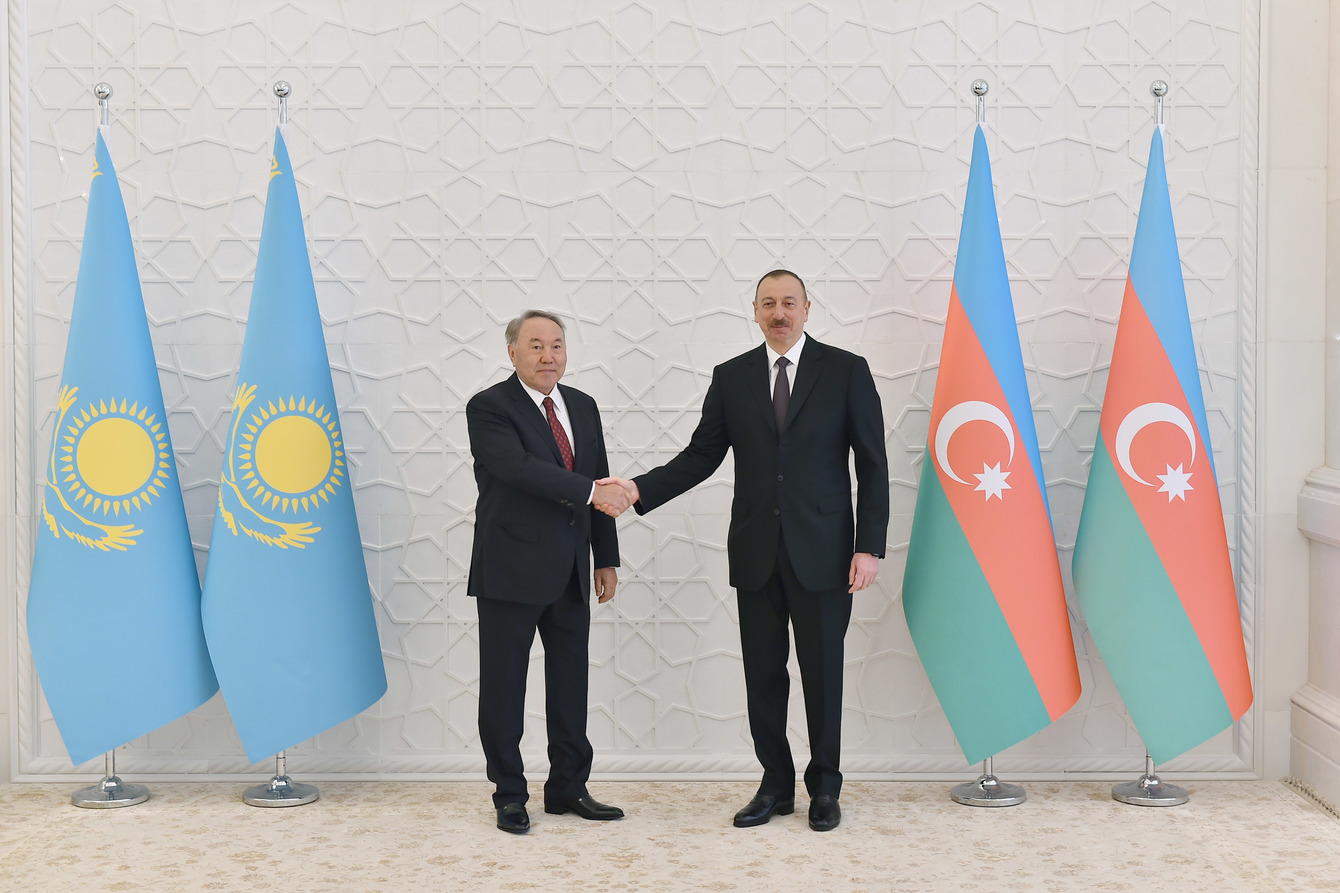
Ceremonia oficial de bienvenida al presidente de Kazajstán, Nursultán Nazarbáev (relaciones entre Azerbaiyán y Kazajstán).

Las relaciones diplomáticas entre Azerbaiyán y Kazajistán fueron establecidos el 27 de agosto de 1992. Desde el 16 de diciembre de 1994 en Bakú se funciona la Embajada de Kazajistán. La embajada de Azerbaiyán en Nursultan se funciona desde el marzo de 2004. Desde el septiembre de 2008 en la ciudad de Aktau se funciona el Consulado General de la República de Azerbaiyán.
El origen de la cooperación bilateral entre dos estados proviene de una de las primeras reuniones de los Presidentes de la Repúbliza de Kazajistán y la República de Azerbaiyán - Nursultan Nazarbayev y Heydar Aliyev, celebrado el 19 de octubre de 1994.
En el septiembre de 1996 fue realizado la primera visita del Presidente de Kazajistán Nursultan Nazarbayev.
Durante la visita del Presidente de Kazajistán Nursultan Nazarbayev en el año 2005 fue firmado el acuerdo sobre la colaboración estratégica entre dos estados. 
En el octubre de 2016 Kazajistán, Azerbaiyán y Georgia firmaron un memorando por el que se crea la Asociación de la Ruta de Transporte Internacional Transcaspiana.
El 2 de julio de 2019 el primer ministro de la República de Azerbaiyán, Novruz Mammadov se reunió con la vice primera ministra de la República de Kazajistán, Gulshara Abdukalikova.

## Relaciones comerciales
| Años        | 2008  | 2010      |
| Importación | 187.9 | 43 653,3  |
| Exportación | 276.7 | 119 424,2 |